# Джоель Гретч
Джоель Джеймс Гретч  — американський актор. Відомий за ролями у фантастичних телесеріалах («4400» (2004), «Викрадені» (2002), «V (телесеріал)»).

## Біографія
Джоель Гретч навчався акторському мистецтву у театрі Гатрі, Міннесота. У 1989 році переїздить до Голлівуду, Лос-Анджелес. До його театрального доробку належать ролі у спектаклях «Тартюф» (Мольєр) та «Денні та глибоке синє море» (Роберта Патріка Шенлі).
Розпочав телевізійну кар'єру на початку 1990-х у телесеріалах «Одружені ... та з дітьми» (англ. Married... with Children), «Район Мелроуз» та «Saved by the Bell». У 2004 році працював над телесеріалом «4400», де виконав роль агента ФБР Тома Болдуіна. На зйомках «V» возз'єднався зі сценаристом Скоттом Питерсом, який працював над створенням «4400». У V (телесеріал) виконує роль священика Джека Лендрі.

## Фільмографія

### Фільми
| Рік  |    | Українська назва              | Оригінальна назва                  | Роль                  |
| ---- | -- | ----------------------------- | ---------------------------------- | --------------------- |
| 1999 | ф  |                               | Kate's Addiction                   | Джек                  |
| 2000 | ф  | Легенда Багера Ванса          | The Legend of Bagger Vance         | Боббі Джонс           |
| 2002 | ф  | Особлива думка                | Minority Report                    | Дональд Дублін        |
| 2002 | ф  | Імператорський клуб           | The Emperor's Club                 | дорослий Седжвік Белл |
| 2006 | в  |                               | Glass House: The Good Mother       | Реймонд Гуд           |
| 2007 | ф  | Скарб нації 2: Книга Таємниць | National Treasure: Book of Secrets | Томас Гейтс           |
| 2009 | ф  | Психоаналітик                 | Shrink                             | Еван                  |
| 2009 | ф  | П'ятий вимір                  | Push                               | Йона Гант             |
| 2013 | ф  |                               | Are You Here                       | Колтер                |
| 2014 | тф | Зодіак: знаки Апокаліпсису    | Zodiac: Signs of the Apocalypse    | професор Ніл Мартін   |
| 2015 | ф  |                               | Safelight                          | містер Салліван       |
| 2017 | ф  |                               | ОсічкаDead Trigger                 | генерал Конлан        |
| 2018 | тф |                               | A Father's Nightmare               | Метт Кармайкл         |
| 2023 | ф  | Air Jordan                    | Air Jordan                         | Джон О’Ніл            |

### Серіали
| Рік       |   | Українська назва                   | Оригінальна назва            | Роль                                                    |
| --------- | - | ---------------------------------- | ---------------------------- | ------------------------------------------------------- |
| 1993      | с | Одружені... та з дітьми            | Married... with Children     | Джонні (Епізод: "It Doesn't Get Any Better Than This")  |
| 1994      | с | Район Мелроуз                      | Melrose Place                | Мітч Шерідан (Епізод: "No Strings Attached")            |
| 1994      | с |                                    | Family Album                 | Джон (2 епізоди)                                        |
| 1995      | с | Друзі                              | Friends                      | пожежник Ед (Епізод: "The One with the Candy Hearts")   |
| 1995      | с | Зухвалі і красиві                  | The Bold and the Beautiful   | Рамон (2 епізоди)                                       |
| 1997      | с | Ренегат                            | Renegade                     | Кріс (Епізод: "SWM Seeks Vctm")                         |
| 1999      | с | Військово-юридична служба          | JAG                          | шеф Ходж (Епізод: "Silent Service")                     |
| 1999      | с |                                    | Pacific Blue                 | Марк Льюїс (Епізод: "Trust")                            |
| 2002      | с | Викрадені                          | Taken                        | полковник Оуен Кроуфорд (5 епізодів)                    |
| 2003      | с | CSI: Маямі                         | CSI: Miami                   | Джон Вокер (Епізод: "Death Grip")                       |
| 2003—2015 | с | NCIS: Полювання на вбивць          | NCIS                         | спеціальний агент Стен Берлі (4 епізоди)                |
| 2004—2007 | с | 4400                               | The 4400                     | Том Болдвін (44 епізоди)                                |
| 2006      | с | CSI: Нью-Йорк                      | CSI: NY                      | доктор Кейт Бомонт (Епізод: "Live or Let Die")          |
| 2006      | с | Закон і порядок: Злочинні наміри   | Law & Order: Criminal Intent | Джейсон Рейнс (Епізод: "Siren Call")                    |
| 2007      | с | Мандрівник                         | Journeyman                   | Френк Вассер (2 епізоди)                                |
| 2009      | с | Чорна мітка                        | Burn Notice                  | Скотт Чандлер (Епізод: "Seek and Destroy")              |
| 2009      | с | Сполучені Штати Тари               | United States of Tara        | доктор Холден (2 епізоди)                               |
| 2009—2011 | с | V                                  | V                            | отець Джек Ландрі (23 епізоди)                          |
| 2011      | с | Клуб «Плейбоя»                     | The Playboy Club             | Джиммі Воллес (2 епізоди)                               |
| 2013—2014 | с | Відьми Іст-Енду                    | Witches of East End          | Віктор Бошам (5 епізодів)                               |
| 2014      | с | Скорпіон                           | Scorpion                     | губернатор Пол Лейн (Епізод: "Single Point of Failure") |
| 2014      | с | Агенти Щ.И.Т.                      | Agents of S.H.I.E.L.D.       | Генк Томпсон (Епізод: "The Writing on the Wall")        |
| 2015      | с | Криміналісти: мислити як злочинець | Criminal Minds               | шериф Пол Десаріо (Епізод: "Pariahville")               |
| 2016—2017 | с | Щоденники вампіра                  | The Vampire Diaries          | Пітер Максвелл (7 епізодів)                             |
| 2020      | с |                                    | All Rise                     | Френк Фрост (2 епізоди)                                 |